# Rhyparus isidroi
Rhyparus isidroi är en skalbaggsart som beskrevs av Cartwright och Robert E. Woodruff 1969. Rhyparus isidroi ingår i släktet Rhyparus och familjen Aphodiidae. Inga underarter finns listade i Catalogue of Life.